# جرة العليا (وحدتية)
جرة العليا (بالفارسية: جره علیا) هي قرية تقع في إيران في قسم وحدتية الريفي. يقدر عدد سكانها بـ 20 نسمة بحسب إحصاء 2016.